# 羊街乡 (元江县)
羊街乡，是中华人民共和国云南省玉溪市元江哈尼族彝族傣族自治县下辖的一个乡镇级行政单位。

## 行政区划
羊街乡下辖以下地区：
羊街社区、锅底村、坝木村、党舵村、垤霞村和朗支村。